# ハーバート・モーンドレル
ハーバート・モーンドレル（Herbert Maundrell、1840年 - 1896年11月3日）は英国聖公会宣教協会(CMS)の宣教師である。マダガスカルとモーリシャスで10年間伝道活動を行ったあと、1875年（明治8年）7月に長崎に来日。日本最古のプロテスタントの神学校である長崎神学校（長崎聖アンデレ神学校）や出島・英和学校を設立し、日本への伝道と日本の近代化に多大な貢献をした。イライザ・グッドオールとともに女子教育にも力を入れるとともに、長崎以外にも佐賀、熊本、鹿児島で教会を開拓し伝道を行った。

## 人物・経歴
1840年にイギリス・ウィルトシャーに生まれ、キャノン・ガスリー(Canon Gathrie)牧師の推挙により、1859年の新学期からロンドン北部にあるイズリントンのチャーチ・ミッショナリー神学校で学ぶ。3年に亘る神学教育を受けて卒業後、1863年3月、カンタベリー大主教ロングレー師父によって執事職に按手。翌月ロンドンを出発してモーリシャス島へ向かった。モーリシャスでは、ステファン・ホッブス（Stephen Hobbs)師の下、1ヵ月マダガスカル語の勉強をしたが、その進境は目ざましく、半年後にはマダガスカル語で教会の礼拝を司ったという。
1864年6月にモーリシャス主教ライアン師父より祭司按手礼を受け、その夏、任地マダガスカルへ赴任した。1867年冬に、小暇を得て、モーリシャスへ渡り、翌年ホッブス師の娘、イライザ・ホッブスと結婚した。1871年にマダガスカルからモーリシャスへの転任を命じられたが、モーンドレルはマダガスカルへの帰任を望んでいた。当時のモーリシャス島は熱病の大流行があり、夫人も熱病に冒され衰弱していた。そのため、主教の許可を得て、1873年8月休養のためにイギリスへと帰国した。
この帰国時に、マダガスカルへの伝道を行う各派の整理・統一がなされることとなり、モーンドレルとウォルター・デニング（Walter Dening：1870年にマダガスカルへ派遣）の両名は日本伝道のために配置転換がなされることとなった。マダガスカルとモーリシャスでは10年間伝道に従事した。
1875年（明治8年）7月上旬、夫人のイライザ・モーンドレルとともに、イギリス教会宣教会(CMS)の伝道本部より日本宣教師を命じられて、長崎に上陸した。前任のヘンダーソン・バーンサイドが病気のため離崎することとなり、後任として来日した。
バーンサイドは、聖公会の「長崎出島教会」が完成する前に帰英したが、モーンドレル夫妻が来日したのは教会の献堂式の数日前のことであった。
聖公会の「長崎出島教会」は、1875年（明治8年）7月11日に長崎・出島に設立された日本人信徒のための聖公会最初の教会で、大阪のエビントン師が、しばし長崎に滞留し献堂式を迎え、来日したばかりのモーンドレルと喜びをともにした。
教会の設立は前任者のジョージ・エンソルとバーンサイド両名の念願で、教会か学校を建てる目的で出島新橋口の出島8番と9番に土地を購入し、CMSの本部を設置し、その場所に建てられたが、エンソルが病気のため帰英後はバーンサイドが専ら教会設立の準備をした。
また、モーンドレルは日本最初のプロテスタント教会である「英国聖公会会堂」（来日した外国人のための教会で東山手11番地にあった。）でチャニング・ウィリアムズ（初代）、グイド・フルベッキ（2代目）、エンソル（3代目）、バーンサイド（4代目）に次いで、5代目チャプレンを務めた。
1876年（明治9年）に、イライザ・グッドオールが長崎に来日し、モーンドレルをサポートした。グッドオール女史は58歳での来日であった。女史の来日には、バーンサイドが帰国の際、後継者に女子教育部門からの派遣者を希望していた背景があった。
モーンドレルは長崎で日本語を習得し、水科五郎伝道師の助けで、長崎を中心に伝道した。1876年（明治9年）秋から、モーンドレルが特に選んだ青年たちを宣教師館近くに下宿させ、聖書と英語教育を行い、グッドオール女史が英語を教えた。
1877年（明治10年）9月に、CMS本部より神学校開設の許可を受け、長崎・東山手居留地に日本最古のプロテスタントの神学校である「長崎神学校（長崎聖アンデレ神学校）」を開設し、神学教育を始めた。（生徒は1876年に堅信礼を受けた8名の信徒のうち選ばれた4名であった。）1877年（明治10年）11月30日、東山手居留地9番、モーンドレルの住居敷地内にCMSの資金をもとにして、聖徒アンデレ日に長崎神学校の校舎が落成した。1878年（明治11年）末には、ウォルター・アンデレス（後の北海道主教）が長崎に来日し、モーンドレルの教会での負担が軽減された。アンデレス師は、モーンドレルの後任として英国聖公会会堂の6代目チャプレンを務めた。

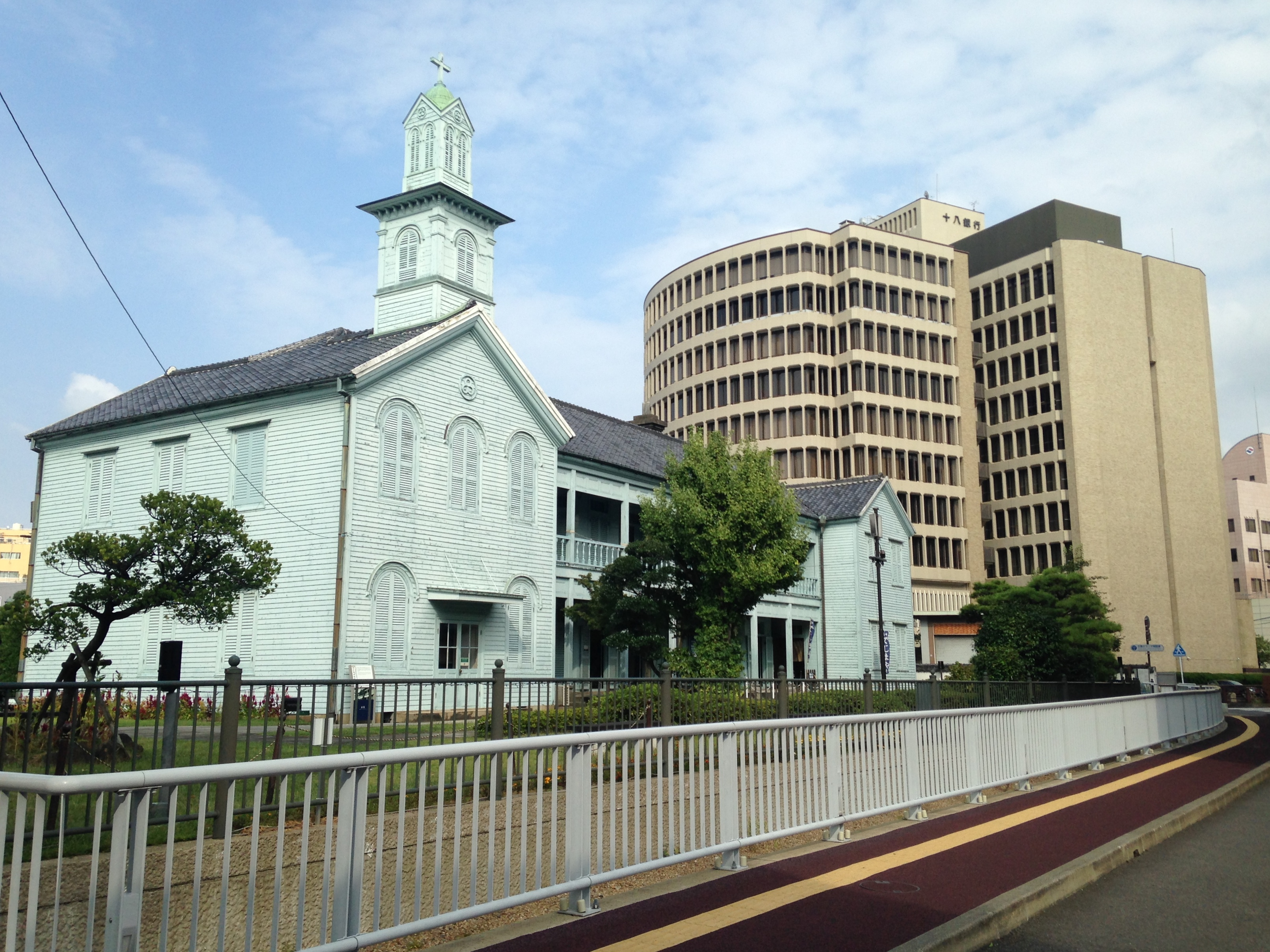
今も長崎出島和蘭商館跡に現存する旧出島神学校（旧出島英和学校、旧長崎神学校）（左）と十八銀行本店ビル（右）

1879年（明治12年）2月3日には、長崎出島教会に隣接する出島10番・11番に「出島・英和学校」（小学科、英語塾、裁縫塾）を開いた。
グッドオール女史が校長兼教師。英語・裁縫を教えた。
1879年（明治12年）、グッドオール女史が、かつてグイド・フルベッキが居住した東山手居留地3番に女子塾「ガールズ・トレーニング・ホーム」（女子寄宿学校）を開校（のちの長崎女学校）。
1883年（明治16年）、出島・英和学校が生徒数減少により閉校。閉校後の出島の校舎は長崎神学校の校舎として使用されることとなり、チャペルと図書館も設置した。長崎神学校では、木庭孫彦、洪恒太郎などの人材を育成した。
1884年（明治17年）9月、「大阪聖三一神学校」の開校に伴い、長崎神学校は大阪聖三一神学校と合併し、学生は順次大阪に送られて編入させられることとなり、1886年（明治19年）、長崎神学校は閉校。（その後、CMSの大阪聖三一神学校は、1908年（明治41年）のパン・アングリカン・コングレス「世界聖公会大会」の感謝献金によって米国聖公会の東京聖三一神学校、SPG（イギリス海外福音伝道協会）の聖教社神学校の2者が統合して1911年（明治44年）に設立された聖公会神学院と1915年（大正4年）に合併した。）出島・英和学校と長崎神学校（長崎聖アンデレ神学校）で使われた旧校舎の建物（出島11番）は、今も長崎出島（出島和蘭商館跡）に現存している。
1892年（明治25年）には、「ガールズ・トレーニング・ホーム」を「長崎女学校」と改称。グッドオール女史は、高齢にもかかわらず長年ひとりでこの女学校を担当した。グッドオール女史は、長い闘病生活ののち、1893年（明治26年）3月21日、75才の生涯を閉じた。坂本国際墓地の墓石には、「具宇土留氏之墓」と刻まれている。（その後、長崎女学校は、1906年（明治39年）大阪プール女学校と合併。）
モーンドレルは、こうしてグッドオール女史とともに長崎で学校開設と教育活動を行い、日本への伝道と日本の近代化に多大な貢献をすることとなったが、佐賀県、熊本県、鹿児島県でも教会を開拓し伝道者を定住させた。モーンドレルは、1893年（明治26年）病気のために引退し帰国した。

## グラバーが寄贈した旧・出島神学校（旧・出島英和学校、旧・長崎神学校）の鐘
現存する旧出島神学校の建物が長崎出島教会に隣接して1878年（明治11年）に竣工した際、聖公会の会員であったトーマス・グラバーが寄贈した英国バーミンガムで鋳造された鐘が取り付けられた。特注で作られたこの鐘には、『1878年英国バーミンガム製Nagasaki Episcopal Church（長崎聖公会教会）』と刻まれた。1922年（大正11年）の普賢岳を震源とする地震で鐘は落下したが、その後メソジスト教会の宣教師であったフランシスコ・スコット博士が買い取った。

その後、1923年（大正12年）に東京銀座教会が関東大震災で焼失し、1928年（昭和3年）に再興されることとなったが、この時に取り付けられたのが、スコットから入手したかつての旧出島神学校の鐘で、「長崎出島の鐘」が「銀座の鐘」として生まれ変わったのであった。現在、この鐘は役目を終え、銀座教会で公開されている。
グラバーは、1859年（安政6年）に来崎した米国聖公会のジョン・リギンズやチャニング・ウィリアムズの両宣教師などによって私邸や領事館(当時大浦の妙行寺内)を使って始められた長崎在住の外国人のための礼拝にも参加し、1862年（文久2年）に東山手11番に完成した「英国聖公会会堂」でも教会の管理人の一人を務めた人物であった。